# Oh Ban-suk
Đây là một tên người Triều Tiên, họ là Oh.
Oh Ban-Suk (tiếng Hàn: 오반석; sinh ngày 20 tháng 5 năm 1988) là một cầu thủ bóng đá Hàn Quốc thi đấu ở vị trí trung vệ cho Muangthong United ở Thai League 1.
Tháng 5 năm 2018, anh có tên trong đội hình danh sách sơ loại 28 người của Hàn Quốc cho Giải bóng đá vô địch thế giới 2018 ở Nga.